# Ragocyte
Les ragocytes sont des cellules en dégénérescence rencontrées dans le liquide synovial de toute pathologie inflammatoire, mais plus fréquemment dans la polyarthite rhumatoïde d’où l'ancien terme impropre (« RA cell » pour « rheumatoid arthritis cell »).